# Замок (Минская область)
Замок (бел. Замак) — деревня в Березинском районе Минской области Беларуси. Входит в состав Березинского сельсовета.

## География
Деревня находится в восточной части Минской области, на правом берегу реки Березины, на расстоянии приблизительно 22 километров (по прямой) к северо-западу от города Березино, административного центра района. Абсолютная высота — 169 метров над уровнем моря. Площадь населённого пункта — 0,0899 км².

## История
Известна с начала XX века. С 1928 по 1954 гг. входила в состав Мошеницкого сельсовета. В 1933 году, в ходе проведения коллективизации, был образован колхоз имени Кирова, в состав которого вошли деревни Мурово, Снуя и Замок. В 1954—1960 гг. являлась частью Черневичского сельсовета.
До 28 мая 2013 года в составе Ушанского сельсовета.

## Население
По данным переписи 2019 года, в деревне проживало 9 человек.
| Год  | Население, человек |
| ---- | ------------------ |
| 1960 | 67                 |
| 2003 | ↘ 11               |
| 2008 | ↗ 12               |
| 2009 | ↘ 11               |
| 2019 | ↘ 9                |